# Ducato di Meclemburgo-Stargard
Il Ducato di Meclemburgo-Stargard fu uno stato del nord della Germania che venne creato dopo la morte di Enrico II di Meclemburgo per uno dei suoi figli e che all'estinzione della casata che ne seguì, rientrò a far parte del ducato di Meclemburgo-Schwerin.

## Storia
Il ducato di Meclemburgo-Stargard venne a crearsi dopo la morte di Enrico II di Meclemburgo. Il 25 novembre 1352, infatti, i suoi due figli Alberto II e Giovanni I accettarono di dividersi l'eredità paterna e mentre al primo andò il Meclemburgo-Schwerin mentre per il secondo venne ricavato un nuovo Stato, il Meclemburgo-Stargard appunto.
La divisione dei beni paterni non ebbe riconoscimento da parte dell'Imperatore ma risultò piuttosto un accordo privato tra le parti e, di fatto, a livello di Sacro Romano Impero ancora continuava a persistere solo il ducato di Meclemburgo che riuniva i vari principati minori in un'unica entità statale formale.
La dinastia dei Meclemburgo-Stargard sopravvisse sino a quando l'ultimo duca, Ulrico II non morì senza figli nel 1471 facendo rientrare lo Stato tra i possedimenti dei Meclemburgo-Schwerin.